# Liste des maires de Saint-Georges-du-Bois (Sarthe)
Pour les articles homonymes, voir Saint-Georges-du-Bois.

## Liste des maires
| Période           | Période           | Identité            | Étiquette | Qualité                                                          |
| ----------------- | ----------------- | ------------------- | --------- | ---------------------------------------------------------------- |
| 12 novembre 1792  | 28 avril 1794     | Urbain Deperray     |           |                                                                  |
| 28 avril 1794     | 16 octobre 1796   | Jacques Compain     |           |                                                                  |
| 16 octobre 1796   | 10 avril 1798     | Jean Cartier        |           |                                                                  |
| 10 avril 1798     | 2 juin 1801       | Matturen Guiochon   |           |                                                                  |
| 2 juin 1801       | 15 décembre 1812  | Claude Mauboussin   |           | nommé par le préfet                                              |
| 15 décembre 1812  | 17 mars 1816      | Claude Mauboussin   |           | nommé par le préfet, démission                                   |
| 17 mars 1816      | avril 1821        | Mathurin Guillochon |           | nommé par le préfet                                              |
| avril 1821        | janvier 1826      | Mathurin Guillochon |           | nommé par le préfet                                              |
| janvier 1826      | 26 septembre 1830 | Mathurin Guillochon |           | nommé par le préfet                                              |
| 26 septembre 1830 | 22 novembre 1831  | Claude Mauboussin   |           | nommé par le préfet                                              |
| 22 novembre 1831  | 7 décembre 1835   | Joseph Joly         |           | nommé par le préfet                                              |
| 7 décembre 1835   | 18 juin 1837      | Joseph Joly         |           | nommé par le préfet                                              |
| 18 juin 1837      | 15 octobre 1840   | Joseph Joly         |           | nommé par le préfet                                              |
| 15 octobre 1840   | 25 juin 1843      | Joseph Joly         |           | nommé par le préfet                                              |
| 25 juin 1843      | 9 décembre 1846   | Joseph Joly         |           | nommé par le préfet                                              |
| 9 décembre 1846   | 2 septembre 1848  | Joseph Joly         |           | nommé par le préfet                                              |
| 2 septembre 1848  | 4 février 1852    | Joseph Joly         |           |                                                                  |
| 4 février 1852    | 29 juillet 1852   | Joseph Joly         |           | nommé par le préfet                                              |
| 29 juillet 1852   | 12 juillet 1855   | Joseph Joly         |           | nommé par le préfet                                              |
| 12 juillet 1855   | 4 août 1860       | Joseph Joly         |           | nommé par le préfet                                              |
| 4 août 1860       | 19 août 1865      | Joseph Joly         |           | nommé par le préfet                                              |
| 19 août 1865      | 11 juin 1871      | Joseph Joly         |           | nommé par le préfet                                              |
| 11 juin 1871      | 9 décembre 1874   | René Letessier      |           | nommé par le préfet                                              |
| 9 décembre 1874   | 8 octobre 1876    | René Letessier      |           |                                                                  |
| 8 octobre 1876    | 21 janvier 1878   | René Letessier      |           |                                                                  |
| 21 janvier 1878   | 23 janvier 1881   | René Letessier      |           |                                                                  |
| 23 janvier 1881   | 10 juillet 1883   | René Letessier      |           | décès en cours de mandat                                         |
| 10 juillet 1883   | 18 mai 1884       | Louis Grandval      |           | par intérim                                                      |
| 18 mai 1884       | 20 mai 1888       | Louis Hamelin       |           |                                                                  |
| 20 mai 1888       | 15 mai 1892       | Louis Hamelin       |           |                                                                  |
| 15 mai 1892       | 17 mai 1896       | Louis Grandval      |           |                                                                  |
| 17 mai 1896       | 20 mai 1900       | Louis Grandval      |           |                                                                  |
| 20 mai 1900       | 15 mai 1904       | Jean Provost        |           |                                                                  |
| 15 mai 1904       | 17 mai 1908       | Jean Provost        |           |                                                                  |
| 17 mai 1908       | 19 mai 1912       | Jean Provost        |           |                                                                  |
| 19 mai 1912       | 10 décembre 1919  | Jean Provost        |           |                                                                  |
| 10 décembre 1919  | 17 mai 1925       | Jean Provost        |           |                                                                  |
| 17 mai 1925       | 19 mai 1929       | Alexandre Godefroy  |           |                                                                  |
| 19 mai 1929       | 18 mai 1935       | Alexandre Godefroy  |           |                                                                  |
| 18 mai 1935       | juin 1939         | Alexandre Godefroy  |           | mobilisation                                                     |
| juin 1939         | novembre 1939     | Marcel Tiberge      |           | 1er adjoint par intérim                                          |
| novembre 1939     | 11 septembre 1944 | Alexandre Godefroy  |           |                                                                  |
| 11 septembre 1944 | 18 mai 1945       | Jules Delion        |           |                                                                  |
| 18 mai 1945       | 30 octobre 1947   | Jules Delion        |           |                                                                  |
| 30 octobre 1947   | 9 mai 1953        | Henri Payen         |           |                                                                  |
| 9 mai 1953        | 20 février 1956   | Henri Payen         |           | démission                                                        |
| 20 février 1956   | 21 mars 1959      | Henri Payen         |           |                                                                  |
| 21 mars 1959      | 27 mars 1965      | Henri Payen         |           |                                                                  |
| 27 mars 1965      | 21 mars 1971      | Louis Gagneux       |           | élu au bénéfice de l'âge                                         |
| 21 mars 1971      | 26 mars 1977      | Louis Gagneux       |           |                                                                  |
| 26 mars 1977      | 18 mars 1983      | Georges Bouvet      |           |                                                                  |
| 18 mars 1983      | 29 octobre 1985   | Marcel Juhel        |           | décès en cours de mandat                                         |
| 29 octobre 1985   | 24 mars 1989      | Huguette Fourmont   |           | annulation de l'élection par le tribunal administratif de Nantes |
| 26 juin 1989      | 23 juin 1995      | Huguette Fourmont   |           |                                                                  |
| 23 juin 1995      | 16 mars 2001      | Franck Breteau      |           |                                                                  |
| 16 mars 2001      | 15 mars 2008      | Franck Breteau      |           |                                                                  |
| 15 mars 2008      | 23 mars 2014      | Franck Breteau      |           |                                                                  |
| 23 mars 2014      | En cours          | Franck Breteau      |           |                                                                  |

## Pour approfondir